# Ý chí sinh tồn

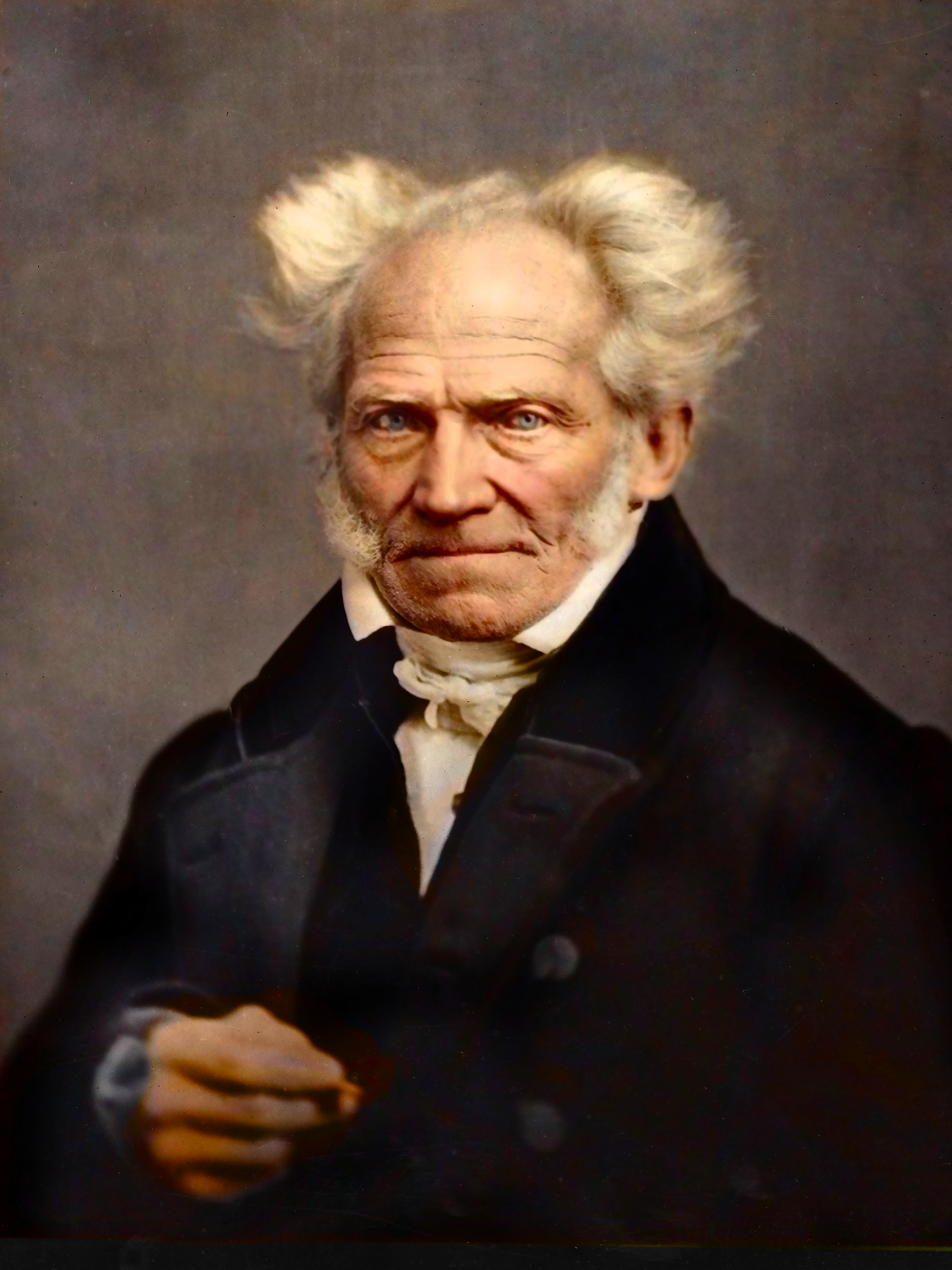
Nhà tâm lý học Arthur Schopenhauer đã đề ra khái niệm Ý chí sống

Ý chí sinh tồn (Der Wille zum Leben) hay Ý chí sống (Will to live) là một khái niệm do triết gia người Đức Arthur Schopenhauer phát triển, đại diện cho một "xung lực" mù quáng, không ngừng nghỉ, không có kiến thức, phi lý đã tạo ra sự thúc đẩy các hành vi bản năng, gây ra sự phấn đấu không ngừng nghỉ trong sự tồn tại của con người, nó là một lực lượng vô thức, mù quáng, phi lý trí. Điều này trái ngược với khái niệm ý chí để tồn tại trong những điều kiện cụ thể vì khái niệm ý chí sinh tồn của Schopenhauer được hiểu rộng hơn là "sức mạnh trong mỗi loài vật để tồn tại, sinh sản và phát triển", nó là ý chí sinh tồn vô thức. Trong tâm lý học, ý chí sống là động lực để tự bảo tồn, thường kết hợp với kỳ vọng về sự cải thiện trong tương lai về trạng thái sống của một người. Ý chí sinh tồn được coi là một động lực rất cơ bản ở con người, nhưng không nhất thiết là động lực chính. Trong liệu pháp tâm lý, Sigmund Freud đã gọi nguyên lý khoái lạc, đó là việc tìm kiếm khoái lạc và tránh đau khổ.

## Đại cương
Ý chí sinh tồn là một khái niệm quan trọng trong nghiên cứu tâm lý và triết học khi cố gắng tìm hiểu và lĩnh hội lý do tại sao người ta làm những gì họ đang làm để tồn tại và mong muốn sống càng lâu càng tốt. Điều này có thể liên quan đến nỗ lực sinh tồn của một người khi cận kề cái chết, hoặc một người chỉ đang cố gắng tìm kiếm ý nghĩa để tiếp tục cuộc sống. Một số nhà nghiên cứu cho rằng những người có lý do hoặc mục đích sống trong những trải nghiệm kinh hoàng và khủng khiếp như vậy thường có vẻ vượt qua tốt hơn những người có thể cảm thấy những trải nghiệm đó quá sức chịu đựng. Mỗi ngày, con người trải qua vô số loại trải nghiệm tiêu cực, một số có thể gây nản lòng, tổn thương hoặc bi thảm. Một câu hỏi vẫn đang được đặt ra là điều gì đã duy trì ý chí sinh tồn, ý chí tiếp tục muốn sống trong những tình huống này. Những người tự nhận đã có những trải nghiệm liên quan đến ý chí sống có những lý giải khác nhau về điều này. Trong sinh vật sống, đặc biệt là con người, nó biểu lộ dưới dạng một thúc đẩy không ngừng nghỉ để duy trì sự sống cá thể và đảm bảo sự tiếp nối của giống loài, là khuynh hướng duy trì nòi giống, nó là bản năng sinh tồn, bản năng duy trì nòi giống của toàn bộ một giống loài (hay chủng loại) được biểu hiện thông qua các cá thể riêng lẻ, nó chính là một mệnh lệnh tự nhiên vô thức (hay một lực lượng bản năng vô thức) tồn tại trong mỗi con người và mọi sinh vật sống. Có mối tương quan đáng kể giữa ý chí sống và các nguồn gốc hiện sinh, tâm lý, xã hội và thể chất của khổ đau. Nhiều người vượt qua trải nghiệm cận tử mà không có lời giải thích nào, đã mô tả ý chí sống như một thành phần trực tiếp giúp họ sống sót. Sự khác biệt giữa mong muốn chết và mong muốn sống cũng là một yếu tố rủi ro độc đáo dẫn đến sự tự tử. 

## Chú thích

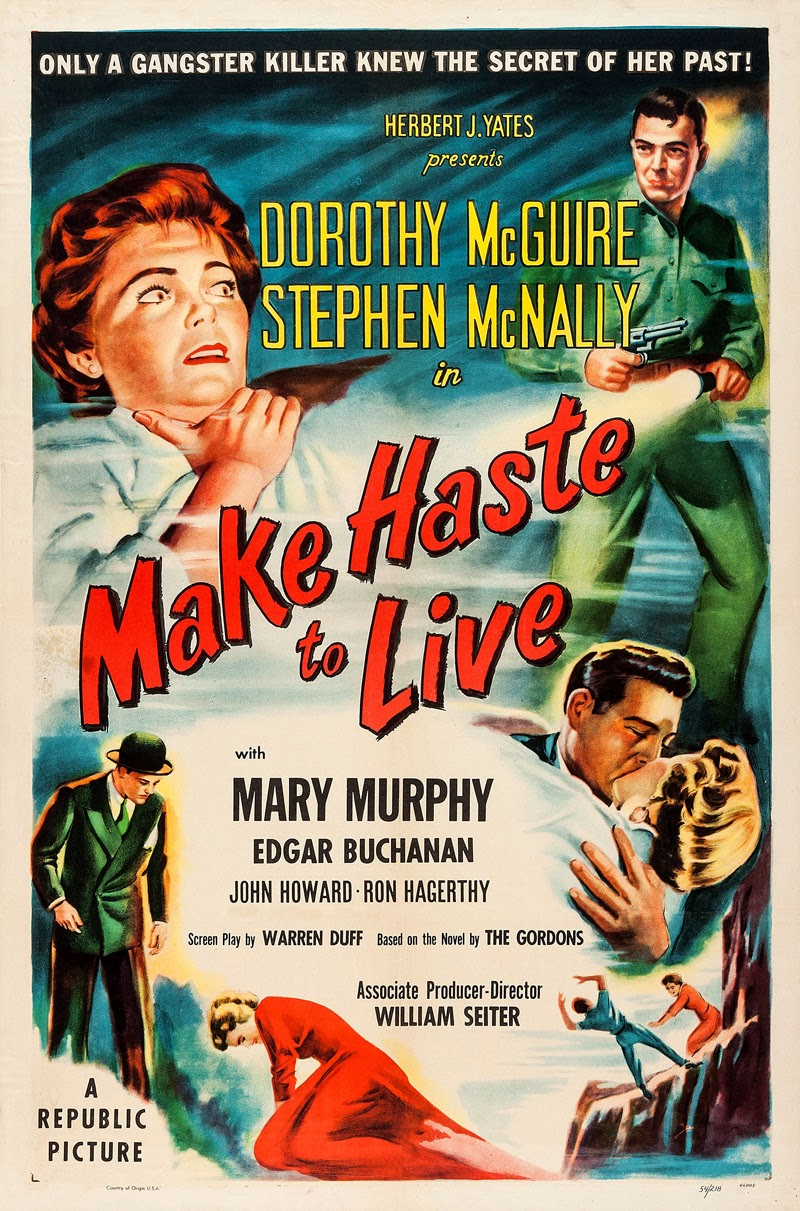
Bộ phim Hãy nhanh chân nếu muốn sống (Make Haste to Live) của Mỹ năm 1954 phảng phất sắc thái của khái niệm ý chí sinh tồn